# Familie Vandeputte
Familie Vandeputte is een Belgische familie die haar oorsprong heeft in de landbouw en steenbakkerij in het West-Vlaamse Izegem. Ze beheert het bedrijf Stevan afvalverwerking NV in Lendelede, dat kantoor houdt op een van de voormalige Stevan-stortplaatsen.

## Geschiedenis

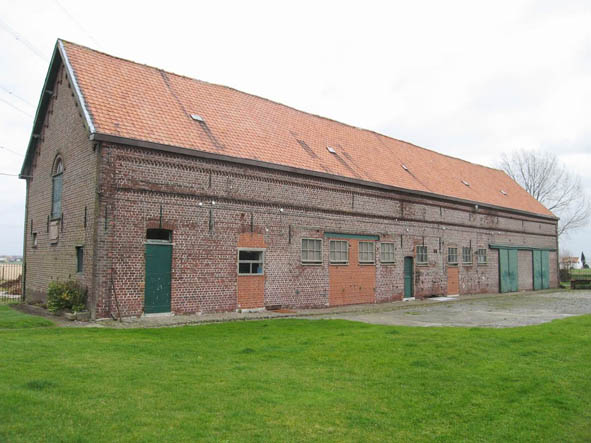
Deel van de Steenbakkershoeve aan de Manpadstraat

Steenbakkersfamilie Vandeputte kent haar oorsprong in Izegem. Op 15 maart 1827 startte grootgrondbezitter Guillielmus Vandeputte-Delaere er, na de ontdekking van zeer goede klei op enkele van zijn gronden, op site Izegem een steenbakkerij. De familie bezat een hoeve aan Manpadstraat 9 in Lendelede, bekend als de 'Steenbakkershoeve'.
In 1914 werd op site Lendelede, een locatie langs de Heulsestraat in Lendelede, de steenbakkerij Vandemoortele opgericht nadat op deze plaats bij de bouw van een woning kleilagen waren aangetroffen. Familie Vandeputte nam deze in 1961 over en de zaak werd omgevormd tot PVBA Steenbakkerijen Vandemoortele en Vandeputte. Na groei en modernisering werd de productie in het begin van de jaren 1980 stilgelegd en werden de kleiputten vanaf 1984 gebruikt als stortplaats.
In 1986 werd het steenbakkersbedrijf omgevormd tot NV Stevan, een acroniem van Steenbakkerij Vandeputte.
De site in Izegem ging begin jaren 1970 dicht en eind 2011 sloot onder Paul Vandeputte ook de stortplaats te Lendelede. Het was toen gedaan met de stortplaatsen en steenbakkerijen Vandeputte.

## Onroerend goed
De familie was voorts actief in het onroerend goed. In 1838 werd op Dorpsplein nr. 7 in Lendelede een nieuwe woning opgericht, in erfpacht gegeven aan landbouwer Guillelmus Vandeputte. Omstreeks 1860 werd het een herberg, 'Het Paradijs'.
In 1872 werd door de familie bij de erfoprit van de steenbakkershoeve  in de Manpadstraat een kapel voor Onze-Lieve-Vrouw van Bijstand opgericht.
Rond 1906 waren de woningen op Harelbeeksestraat 17-21 in Lendelede eigendom van landbouwers Ferdinand en Karel Vandeputte, die de bestaande woningen afbraken en een rij van vijf nieuwe kleine woningen lieten oprichten.
De familie heeft nog steeds vastgoed in de portefeuille. Dit vooral in zuid West-Vlaanderen. Het gaat over zowel industriegebouwen als residentieel vastgoed voor de verhuur.

## Bron
- Pieter Santy; Kristien Devooght (2008), Bouwen door de eeuwen heen in Vlaanderen - Inventaris van het bouwkundig erfgoed. Provincie West-Vlaanderen, Gemeente Lendelede. Vlaamse Overheid, Agentschap R-O Vlaanderen Onroerend Erfgoed